# Pandanus maximus
Pandanus maximus är en enhjärtbladig växtart som beskrevs av Ugolino Martelli. Pandanus maximus ingår i släktet Pandanus och familjen Pandanaceae.
Artens utbredningsområde är Komorerna. Inga underarter finns listade.